# Ceraphron saxatilis
Ceraphron saxatilis är en stekelart som beskrevs av Jean-Jacques Kieffer 1912. Ceraphron saxatilis ingår i släktet Ceraphron och familjen pysslingsteklar. Inga underarter finns listade i Catalogue of Life.